# Tournoi Adecuacion du championnat de Bolivie de football 2005
Navigation
Saison précédente Saison suivante
Le tournoi Adecuación de la saison 2005 du Championnat de Bolivie de football est le premier tournoi semestriel de la trente-et-unième édition du championnat de première division en Bolivie. Ce tournoi doit permettre la transition entre le calendrier annuel, utilisé jusqu'à présent en Bolivie et le calendrier européen, avec une saison de septembre à juin.
Les douze clubs participants sont réunis au sein d'une poule unique où ils affrontent leurs adversaires deux fois, à domicile et à l'extérieur. 
C'est le club de Bolivar La Paz qui remporte la compétition cette saison après avoir terminé en tête du classement final, avec un seul point d'avance sur le tenant du titre, The Strongest La Paz et trois sur Oriente Petrolero. C'est le quatorzième titre de champion de Bolivie de l'histoire du club.

## Qualifications continentales
Les deux premiers du classement sont qualifiés pour la Copa Libertadores 2006. Un classement particulier des 6 équipes du tournoi de clôture 2004 permet de désigner 2 qualifiés pour la Copa Sudamericana 2005.

## Clubs participants
- Jorge Wilstermann Cochabamba
- Aurora Cochabamba
- Oriente Petrolero
- Bolivar La Paz
- Club Blooming
- Iberoamericana La Paz
- San José Oruro
- Real Potosi
- Unión Tarija
- The Strongest La Paz
- Destroyers Santa Cruz - Promu de Primera B
- La Paz FC

## Compétition
Le barème utilisé pour établir l'ensemble des classements est le suivant :
- Victoire : 3 points
- Match nul : 1 point
- Défaite : 0 point

### Classement
| Rang | Équipe                       | Pts | J  | G  | N | P  | Bp | Bc | Diff |
| ---- | ---------------------------- | --- | -- | -- | - | -- | -- | -- | ---- |
| 1    | Bolívar La Paz               | 44  | 22 | 13 | 5 | 4  | 55 | 20 | +35  |
| 2    | The Strongest La PazT        | 43  | 22 | 13 | 4 | 5  | 45 | 19 | +26  |
| 3    | Oriente Petrolero            | 41  | 22 | 12 | 5 | 5  | 39 | 27 | +12  |
| 4    | Aurora Cochabamba            | 35  | 22 | 10 | 5 | 7  | 37 | 32 | +5   |
| 5    | Club Blooming                | 35  | 22 | 11 | 2 | 9  | 27 | 37 | -10  |
| 6    | Jorge Wilstermann Cochabamba | 34  | 22 | 10 | 4 | 8  | 34 | 24 | +10  |
| 7    | La Paz FC                    | 33  | 22 | 10 | 3 | 9  | 35 | 33 | +2   |
| 8    | San José Oruro               | 30  | 22 | 8  | 6 | 8  | 48 | 36 | +12  |
| 9    | Real Potosí                  | 27  | 22 | 7  | 6 | 9  | 31 | 42 | -11  |
| 10   | Destroyers Santa Cruz        | 21  | 22 | 6  | 3 | 13 | 29 | 54 | -25  |
| 11   | Unión Tarija                 | 19  | 22 | 5  | 4 | 13 | 20 | 42 | -22  |
| 12   | Iberoamericana La Paz        | 8   | 22 | 1  | 5 | 16 | 11 | 45 | -34  |

|  | Qualification pour la Copa Libertadores 2006        |
|  | T : Tenant du titre P : Promu de Copa Simon Bolivar |

### Qualification pour la Copa Sudamericana
Un classement particulier entre les six meilleurs clubs de l'Octogonal du tournoi Clôture 2004 est établi. Les deux premiers de ce classement se qualifient pour la Copa Sudamericana 2005.
| Rang | Équipe                       | Pts | J  | G | N | P | Bp | Bc | Diff |
| ---- | ---------------------------- | --- | -- | - | - | - | -- | -- | ---- |
| 1    | Bolívar La Paz               | 20  | 10 | 6 | 2 | 2 | 25 | 8  | +17  |
| 2    | The Strongest La PazT        | 19  | 10 | 5 | 4 | 1 | 17 | 8  | +9   |
| 3    | Oriente Petrolero            | 14  | 10 | 4 | 2 | 4 | 10 | 14 | -4   |
| 4    | Jorge Wilstermann Cochabamba | 10  | 10 | 3 | 1 | 6 | 13 | 15 | -2   |
| 5    | San José Oruro               | 9   | 10 | 1 | 6 | 3 | 15 | 19 | -4   |
| 6    | Real Potosi                  | 9   | 10 | 2 | 3 | 5 | 13 | 29 | -16  |

|  | Qualification pour la Copa Sudamericana 2005 |
|  | T : Tenant du titre                          |

## Bilan de la saison
| Championnat de Bolivie de football 2005 |                            |
| Champion                                | Bolivar La Paz (14e titre) |
| Qualifications continentales            |                            |
| Copa Libertadores 2006                  | Bolivar La Paz             |
| Copa Libertadores 2006                  | The Strongest La Paz       |
| Copa Sudamericana 2005                  | Bolivar La Paz             |
| Copa Sudamericana 2005                  | The Strongest La Paz       |
| Promotions et relégations               |                            |
| Promus en Primera A                     | Aucun                      |
| Relégués en Torneo Simon Bolívar        | Aucun                      |